# District de Krông Pa
Krông Pa est un district rural de la province de Gia Lai, dans les montagnes centrales du Viêt Nam

## Géographie
Le district couvre une superficie de 1 624 km2.
La capitale du district se trouve à Phú Túc. 